# Various Artists
Various Artistsは、日本語ではヴァリアス・アーティスツ、ヴァリアス・アーティスト、V.A.などとも表記される英語の語句で、「様々なアーティストたち」を意味する表現。特に、アルバムなど音楽ソフトにおいて、多数のパフォーマーの作品を収録している場合などに用いられる。
この表現は、単に「様々なアーティストたち」によるパフォーマンスが収録されていることしか意味しないので、収録された音源の未発表/既発表といった区別とは関係がない。「編集アルバム」という意味に由来する「コンピレーション・アルバム」が、狭義では既発表音源を集めたものと理解され、多数のアーティストたちが新たに録音した未発表音源を集めたものについてはあまり用いられないのに対して、Various Artists はいずれの場合にも用いることがある表現である。

## Various Artists 名義のシングル
多数のアーティストたちが共同でパフォーマンスする楽曲の場合、その名義を列挙するような例（クロスビー、スティルス、ナッシュ&ヤング、アンダーソン・ブルーフォード・ウェイクマン・ハウなど）もあれば、その企画のための独自の名義を設ける例（「Do They Know It's Christmas?」におけるバンド・エイド、「ウィ・アー・ザ・ワールド」におけるUSAフォー・アフリカなど）もあるが、単一の楽曲、シングルであっても Various Artists 名義が用いられることがある。Billboard Hot 100 のチャートでは、これまでに4曲が Various Artists 名義でチャート入りを果たしている。
- 1995年の映画『パンサー』の主題歌「Freedom (Theme from Panther)」は、黒人女性歌手たちが多数参加して制作された楽曲である[3]。Billboard Hot 100 では、6月3日付で最高45位まで浮上した[4]。
- 1997年、既存楽曲多数をマッシュアップした「ESPN Presents the Jock Jam」が、Billboard Hot 100 に25週間とどまり、8月9日付で最高31位まで浮上した[5]。
- 1998年、嚢胞性線維症の研究を支援する財団 Cystic Fibrosis Foundation のチャリティとして「One Heart at a Time」が制作され、カントリー・ミュージック系の多数の歌手たちが参加した。Billboard Hot 100 では、6月13日付で最高56位まで浮上した[6]。
- 2005年2月13日、第47回グラミー賞の授賞式において、スティーヴィー・ワンダーら多数の出演者が、ビートルズの楽曲である「アクロス・ザ・ユニバース」を演奏した。この音源は、前年末に発生していたスマトラ島沖地震の被害者へのチャリティとしてデジタル配信され、Billboard Hot 100 3月5日付で22位に入った[7]。